# توم دونوفان (لاعب كرة قدم أمريكية)
توم دونوفان (بالإنجليزية: Tom Donovan)‏ هو لاعب كرة قدم أمريكية أمريكي، ولد في 13 يناير 1957.